# Шанз-Элизе — Клемансо (станция метро)
Шанз-Элизе — Клемансо (фр. Champs-Élysées - Clemenceau) — пересадочный узел Парижского метрополитена между линиями 1 и 13. Назван по расположению вблизи площади Клемансо и главного проспекта Парижа. На станции установлены автоматические платформенные ворота. 
Вблизи станции располагается Елисейский дворец, являющийся официальной резиденцией президента Франции.

## История
- Зал линии 1 входит в состав саммого первого участка (Порт-Майо — Порт де Венсен) Парижского метро, открывшегося 19 июля 1900 года и состоявшего из восьми станций. До 20 мая 1931 года станция называлась «Шанз-Элизе», после чего название было дополнено до нынешнего.
- Зал линии 13 открылся 18 февраля 1975 года в рамках второй очереди центрального участка (продление от станции Миромениль, и оставался конечной станцией линии до 9 ноября 1976 года, когда под Сеной открылся перегон до станции Энвалид, и к линии 13 была присоединена старая линия 14. В наследство от этого непродолжительного периода к югу от зала линии 13 сохранился пошёрстный съезд, использовавшийся для оборота поездов.
- В июле 2018 года станция приняла участие в акции чествования победы сборной Франции по футболу, в ходе которой она была на несколько дней переименована в «Дешамз-Элизе — Клемансо»[2]. Временное название было основано на игре слов между фамилией главного тренера сборной Франции по футболу и самоназванием главного парижского проспекта.
- Пассажиропоток пересадочного узла по входу в 2012 году, по данным RATP, составил 4 588 565 пассажиров[3]. В 2013 году этот показатель вырос до 4 617 843 человек (98 место по пассажиропотоку в Парижском метро)[4].

## Галерея

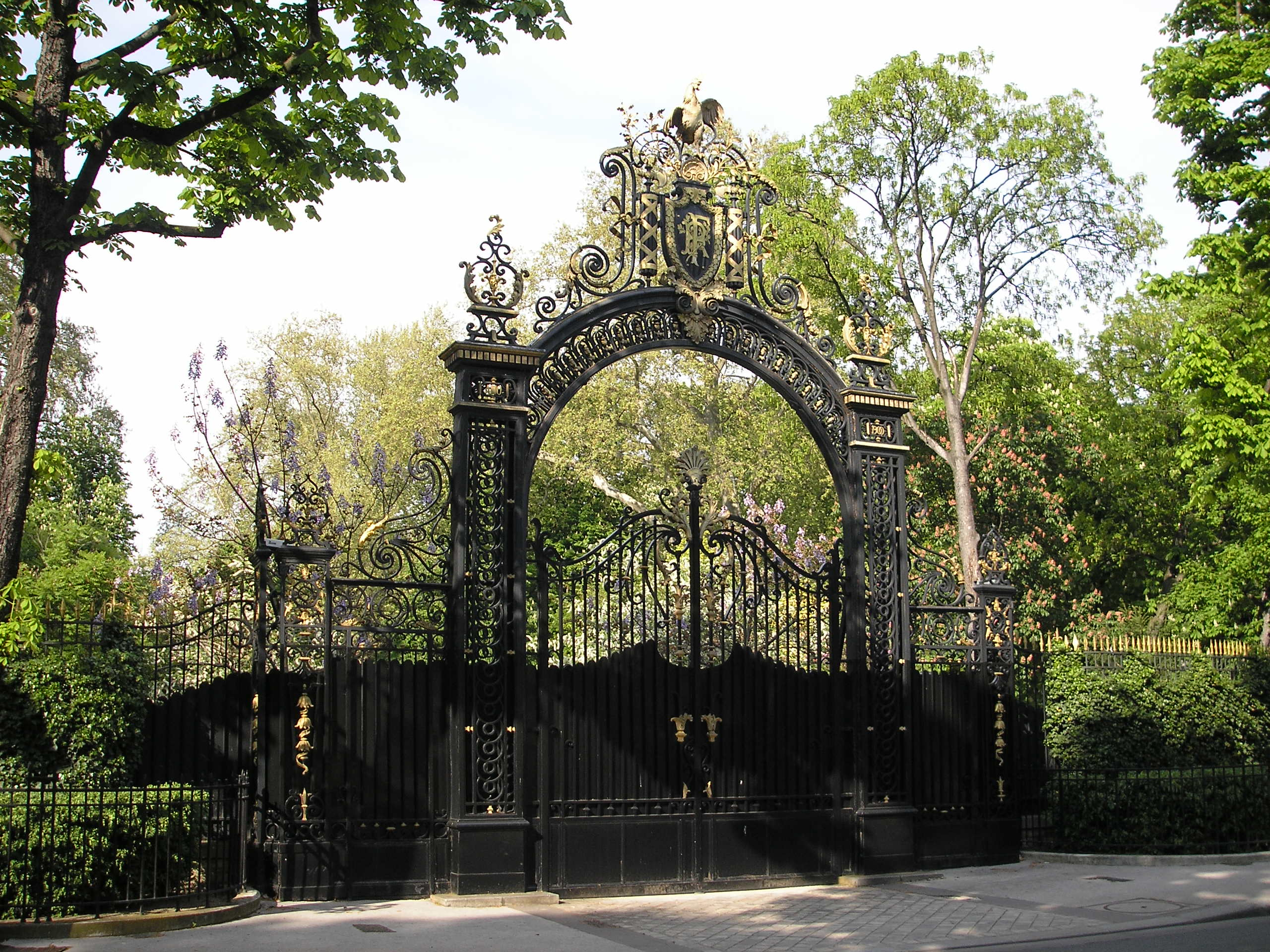
Выход к Елисейскому дворцу
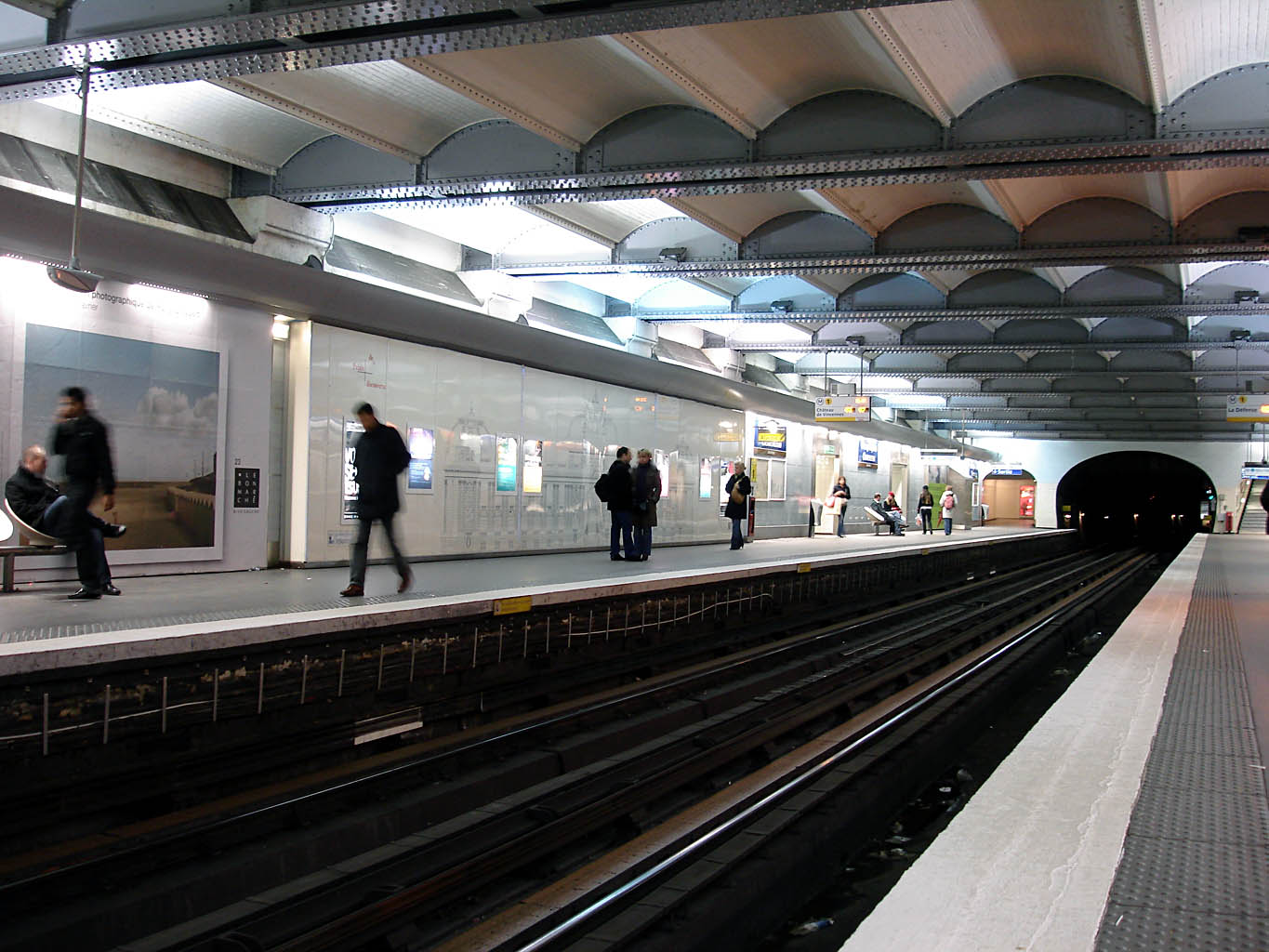
Зал линии 1
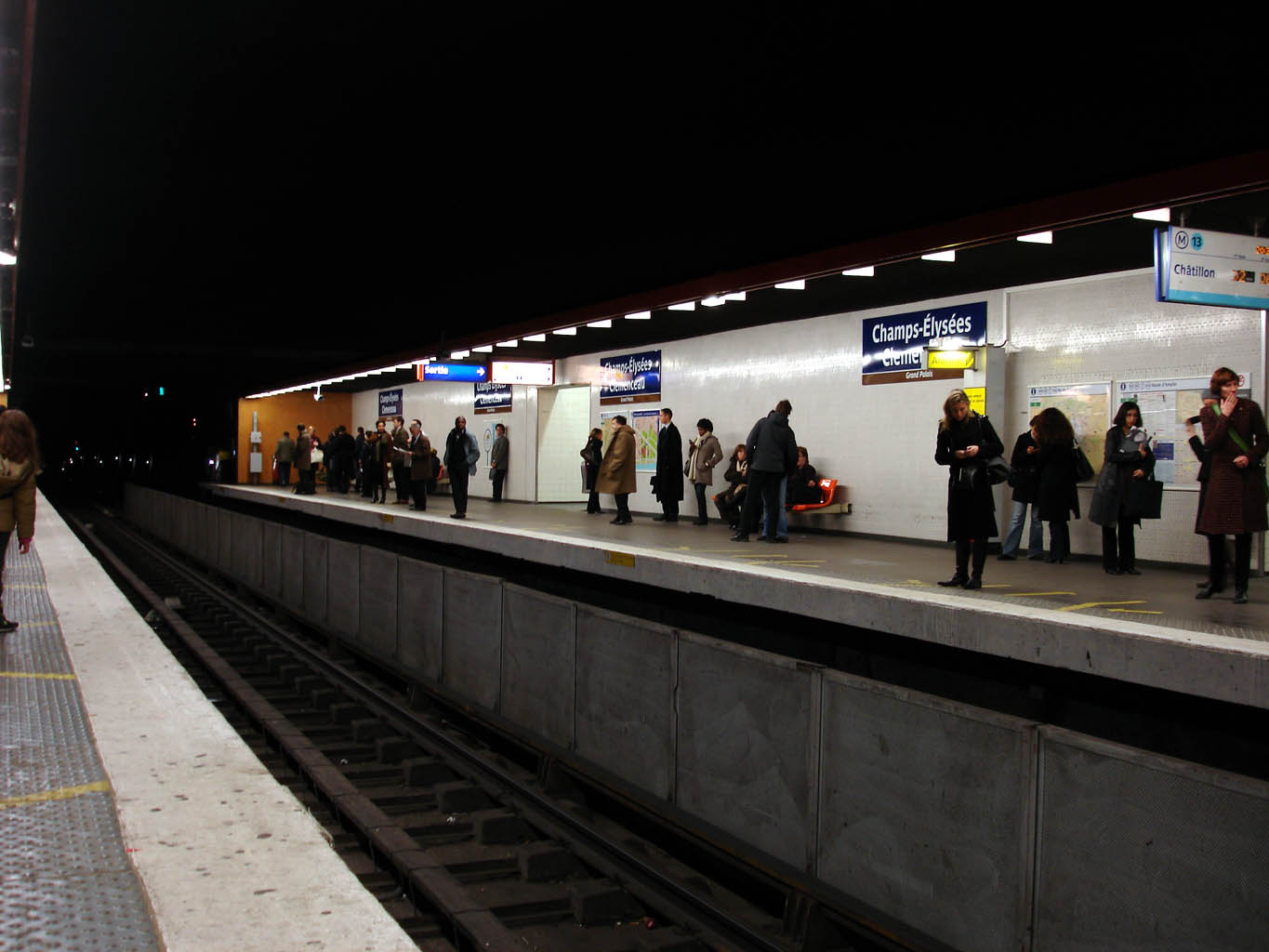
Зал линии 13